# На твоєму боці (телесеріал)
«На твоєму боці» (рос. На твоей стороне) — російськомовний телесеріал у жанрі кримінальної мелодрами, знятий в Україні. Телесеріал є адаптацією турецького серіалу «Чорно-біле кохання» каналу «D» ексклюзивно на замовлення каналу «Україна».
Прем'єра першого сезону в Україні відбулася на телеканалі «Україна» 21 жовтня 2019 року. Прем'єра в Росії відбулася 14 вересня 2020 року на телеканалі «Домашній». Прем'єра другого сезону в Україні відбулася на телеканалі «Україна» 31 серпня 2020 року.

## Синопсис

### Сезон 1
За сюжетом, головна героїня Анастасія Стрілецька працює нейрохірургом в одній із кращих київських клінік. Одного разу вона виїжджає на ДТП, в якому нібито постраждав один з клієнтів клініки, але замість ДТП «швидка» привозить їх на склади фармацевтичної фабрики, де Настя стає «небезпечним свідком» навмисного вбивства. Щоб залишитися живою дівчині потрібно буде виконати прохання бандитів і повністю змінитися.

### Сезон 2
Коли Максим відбув покладений йому термін, він знову опиняється на волі, не підозрюючи, що попереду його чекатимуть несподівані повороти долі. Відтепер чоловікові доведеться жити звичайним життям, в якій більше немає місця аферам, вбивств та інших злочинів. Правда, минуле не бажає відпускати його так просто. Настя ж має намір продовжувати свою боротьбу проти «системи». І, поряд з цим, люблячі серця спробує зробити все можливе, щоб більше ніщо не завадило їхньому щастю. Однак їх любов знову буде піддаватися серйозним випробуванням на міцність.

## У ролях
- Дана Абизова — Анастасія Стрілецька
- Дмитро Ратомський — Максим
- Сергій Калантай — Михайло Володенко
- Сергій Радченко — брат Насті, поліціянт
- Федір Гуринець — Микита
- Євгенія Муц — Галина, сестра Максима та Васі
- Ірина Мельник — Олена, мати Максима, Васі та Галі
- Ігор Рубашкін[ru]
- Віктор Бабак — Антон Сичов
- Ольга Кияшко — лікар-гінеколог
- Олексій Хільський — Євген
- Вікторія Чепурна[2]

## Епізоди
| Сезон | Сезон | Епізоди | Оригінальні покази | Оригінальні покази |
| Сезон | Сезон | Епізоди | Прем'єра           | Фінал              |
| ----- | ----- | ------- | ------------------ | ------------------ |
|       | 1     | 24      | 21 жовтня 2019     | 28 листопада 2019  |
|       | 2     | 24      | 31 серпня 2020     | 17 вересня 2020    |

## Виробництво

### Знімальна група
Головний режисер — Олександр Кирієнко, режисери-постановники — Андрій Черних, Катерина Некрасова, Ольга Золотарьова. Оператори-постановники: Дмитро Баженов, Роман Грушевий, Павло Небера, Сергій Никифоров.  Продюсери — Наталя Стрибук, Вікторія Корогод, Ігор Волков, Сергій Баранов.
Виробництвом на замовлення каналу «Україна» займалася компанія «Три-Я-Да Продакшн».

### Місце зйомок
Зйомки проходили у Києві та Київській області.